# Ныробский район
Ны́робский райо́н — упразднённая административно-территориальная единица Верхне-Камского округа, Уральской области, Пермской области существовавшая в 1924—1959 годах. Административный центр — село Ныроб.

## История
Ныробский район был образован в декабре 1923 года, райисполком начал работу 27 февраля 1924 года. 10 июня 1931 года район был ликвидирован, а его территория вошла в состав Чердынского района. Однако уже 20 октября 1931 года район был восстановлен в прежних границах. С 1938 года в составе Пермской области.
4 ноября 1959 года Ныробский район вновь был ликвидирован, а его территория вошла в состав Чердынского и Красновишерского районов.

## География
Район расположен в северной части Верхне-Камского округа и занимает значительную его часть. Граничит с Чердынским районом округа, а также Тагильским и Тобольским округами Уральской области и Автономной областью Коми (Зырян).
Площадь района — 21,2 тыс.км². Поверхность его носит гористый характер, особенно в восточной половине, прилегающей к Уральскому хребту. Западная часть района представляет крупно-холмистую местность, заканчивающуюся на юго-западе Полюдовым кряжем. Основными реками района являются: Колва, с левым её притоком — Березовкой и правым — Вишеркой, и река Печера, с притоком — Унья.
Растительность района характеризуется наличием обширных елово-пихтовых лесов, встречаются примеси сосны и в меньшей степени лиственницы и кедра.

## Население
Население района в 1926 году составляло 8,67 тыс. человек. Из них русские — 98,4 %; зыряне — 1,0 %. Дети школьного возраста составляют — 8 %, грамотность населения — 40,1 %.

## Экономика
Район не промышленный, крупных предприятий здесь нет.
Мелкая кустарная промышленность товарного значения не имеет, обслуживает потребительские нужды местного населения, в ней занято 144 человека.

## Сельское хозяйство
Сельское хозяйство района развито слабо, является потребляющим, собственным хлебом покрывается лишь 40,1 % местных потребностей. Основные хлебные культуры: озимая рожь — 41,5 %, овес — 28,1 %, ячмень — 23,1 %. Из второстепенных культур лен — 2,9 % и картофель 1,7 %.
На одно хозяйство приходится: рабочих лошадей — 1,0 %, коров — 1,9 %, взрослых овец — 2,1 %

## Климат
Средняя годовая температура — 1 градус, количество осадков от 400 до 500 мм.

## Транспорт
Основными путями сообщения района являются водные — река Колва с притоками. Большое значение имеет Печерский тракт.